# Rhapsa eretmophora
Rhapsa eretmophora là một loài bướm đêm trong họ Noctuidae.